# Andorrese euromunten
De Andorrese euromunten worden geslagen door de Franse en Spaanse Munt.

## Geschiedenis
Andorra gebruikt al sinds 2002 de euro als munteenheid. Voor die tijd gebruikte het land de Franse frank en de Spaanse peseta, maar het had geen monetaire overeenkomst met deze landen. Het kon daarom, bij de invoering van de euro, geen aanspraak maken op een monetaire overeenkomst met de Europese Unie. 
Andorra en de EU tekenden op 30 juni 2011 een verdrag om het land toe te staan eigen euromunten te produceren. Dit verdrag trad in werking op 1 april 2012 en sinds die datum voert het land de euro ook officieel. Andorra moest grote aanpassingen doen aan zijn fiscale stelsel en vergaande bevoegdheden verschaffen aan de Europese Centrale Bank om de euro in te mogen voeren. Sinds 1 juli 2013 mag Andorra voor 2,4 miljoen euro per jaar aan eigen munten uitgeven. De eerste munten werden in 2014 geslagen en kwamen vanaf 15 januari 2015 in omloop. Het land geeft geen eigen papiergeld uit.
Andorra geeft overigens al sinds 1977 de diner uit. Dit is een munt die alleen voor verzamelaars geslagen wordt.

## Ontwerp
Voor het ontwerp van de meeste nieuwe munten heeft Andorra zijn bevolking geraadpleegd. De Andorrezen konden tot 16 april 2013 ontwerpen indienen. Het motief van de munt van twee euro stond echter bij voorbaat vast.
De thema's voor de munten zijn:
| € 0,01                              | € 0,02                | € 0,05               |
| ----------------------------------- | --------------------- | -------------------- |
| Pyrenese gems en een steenarend     |                       |                      |
| € 0,10                              | € 0,20                | € 0,50               |
| De Sint-Columbakerk in Santa Coloma |                       |                      |
| € 1,00                              | € 2,00                | Randschrift          |
| Casa de la Vall                     | Het wapen van Andorra | (drie keer herhaald) |

## Herdenkingsmunten van € 2
- Herdenkingsmunt van 2014: 20-jarig lidmaatschap van de Raad van Europa
- Herdenkingsmunt van 2015: 25ste verjaardag van de ondertekening van de douaneovereenkomst met de Europese Unie
- Herdenkingsmunt van 2015: 30ste verjaardag van de invoering van de meerderjarigheid en de toekenning van politieke rechten op 18 jaar
- Herdenkingsmunt van 2016: 25-jarig bestaan van de Andorrese radio- en televisieomroep (RTVA)
- Herdenkingsmunt van 2016: 150ste verjaardag van de nieuwe hervorming van 1866
- Herdenkingsmunt van 2017: 100ste verjaardag van het volkslied van Andorra
- Herdenkingsmunt van 2017: Andorra - Het Pyrenese land
- Herdenkingsmunt van 2018: 25ste verjaardag van de Andorrese grondwet
- Herdenkingsmunt van 2018: 70ste verjaardag van de Universele Verklaring van de Rechten van de Mens
- Herdenkingsmunt van 2019: Finale van de wereldbeker alpineskiën in Andorra
- Herdenkingsmunt van 2019: 600ste verjaardag van de oprichting van de Consell de la Terra
- Herdenkingsmunt van 2020: XXVII Ibero-Amerikaanse topconferentie in Andorra
- Herdenkingsmunt van 2020: 50ste verjaardag van de invoering van het algemeen vrouwenkiesrecht
- Herdenkingsmunt van 2021: 100ste verjaardag van de kroning van Onze-Lieve-Vrouw van Meritxell
- Herdenkingsmunt van 2021: Zorg dragen voor onze senioren
- Herdenkingsmunt van 2022: De legende van Karel de Grote
- Herdenkingsmunt van 2022: 10e verjaardag van de inwerkingtreding van de monetaire overeenkomst tussen Andorra en de Europese Unie
- Herdenkingsmunt van 2023: 30ste verjaardag van de toetreding van Andorra tot de VN
- Herdenkingsmunt van 2023: Vuurfeesten van de zomerzonnewende in de Pyreneeën
- Herdenkingsmunt van 2024: 100 jaar wedstrijdskiën in Andorra
- Herdenkingsmunt van 2024: UCI wereldkampioenschappen mountainbike 2024 in Andorra